# Dänische Fußballnationalmannschaft (U-16-Junioren)
Die dänische U-16-Fußballnationalmannschaft vertritt Dänemark bzw. den dänischen Fußballverband im U-16-Fußball. Spielberechtigt sind Spieler, welche dänische Staatsbürger sind und noch nicht 16 Jahre sind.

## Erfolge
- U-16-Fußball-Europameisterschaft: Finale 1994